# Traité d'Arras (1482)
Pour les articles homonymes, voir Traité d'Arras.
Senlis (1475) Strasbourg (1505)
Le traité d'Arras a été signé le 23 décembre 1482 entre le roi Louis XI et le futur empereur Maximilien Ier, veuf de Marie de Bourgogne. 
Il s'agit d'un des nombreux textes tentant de régler la succession de Charles le Téméraire. Le traité finit la guerre de Succession de Bourgogne (1477-1482).

## Contexte historique
Lors de la guerre de Succession de Bourgogne, Louis XI fit des ouvertures et projeta de marier le dauphin à la fille de Marie et Maximilien, Marguerite d’Autriche, née le 10 janvier 1480. Le 21 août 1480, une nouvelle trêve était conclue. Celle-ci dura jusqu’en juin 1482. Des négociations s’engagèrent à Arras : le roi les suivait quotidiennement depuis Tours. 
Marie de Bourgogne mourut d’une chute de cheval le 27 mars 1482. Faute d'avoir pu intenter un procès posthume au Téméraire pour lèse-majesté, et ainsi pouvoir recouvrer l'ensemble de ses fiefs mouvants de la couronne par voie juridique, Louis XI vit dans la mort de Marie de Bourgogne l'occasion de réaliser cet objectif par la force et la ruse. S'appuyant sur les trois membres du comté de Flandre, il maintint une forte pression sur l'archiduc Maximilien tandis qu'il lança ses troupes à la conquête de l'Artois et de la Franche-Comté.
Affaibli politiquement et affectivement par cette mort, Maximilien qui n'avait pas de légitimité propre dans les Pays-Bas fut sommé en avril par les États de Flandre, Hainaut, Brabant et Hollande de négocier. Les États de Flandre étaient soucieux de réduire l’autorité de Maximilien et prêts à abandonner l’Artois au roi. Philippe de Commynes les crédite même d’avoir été prêts à céder au roi « tous les sujets de cette maison qui sont de langue française », à savoir également le Hainaut et Namur. Le 28 juillet 1482, à la suite de la chute d'Aire, le roi de France s’empara à nouveau de la totalité de l’Artois.
Les opérations militaires piétinant des deux côtés, on dut se résoudre à traiter. Maximilien accepta finalement que le duché de Bourgogne, le comté de Boulogne et les villes de la Somme (la Picardie) ne fussent pas mentionnés dans le traité. Il accepta également que l’accord ne mentionnât pas le droit des femmes.

## Dispositions
Le traité d'Arras fut signé le 23 décembre 1482 et juré par le roi en janvier 1483 au Plessis. Dans tout le royaume, on alluma des feux de joie.
Louis XI, en position de force, put ainsi légaliser son occupation en imposant le mariage de l'archiduchesse Marguerite, fille de Maximilien et de Marie de Bourgogne avec son propre fils, le dauphin Charles. La fiancée, en bas âge, fut livrée à la France avec pour dot l'ensemble des terres bourguignonnes occupées par la France :
- Le comté d'Artois ;
- Le comté d'Auxerre ;
- Le comté de Bourgogne ;
- Le comté de Charolais ;
- Le comté de Mâcon ;
- La châtellenie de Bar-sur-Seine ;
- Les seigneuries de Château-Chinon, de Chaussin, de Laperrière, de Noyers et de Salins.

Le duché de Bourgogne et les Villes de la Somme (Picardie) ne sont pas évoqués par le traité.
Le reste des Flandres, duchés de Brabant, de Limbourg, de Luxembourg, comtés de Flandre, de Hainaut, de Namur, de Hollande et de Zélande, sont garantis à l'archiduc Philippe, frère de Marguerite, à condition toutefois que ce dernier fasse hommage au roi de France pour le comté de Flandre, mouvant de la couronne. Le roi rappelle enfin son droit à racheter la Flandre gallicante (villes et châtellenies de Lille, Douai et Orchies, ainsi que le Tournaisis), en vertu d'actes datant du mariage de Philippe le Hardi.
Si toutefois le mariage devait être annulé avant la majorité des époux par la France, ou si le couple devait rester sans enfants, il est prévu que la dot de Marguerite ferait retour à son frère Philippe ou à ses descendants, sous réserve, encore une fois, de l'hommage au roi de France pour les terres mouvantes de la couronne.

## Suite
En 1483, Marguerite quitte donc les Flandres pour être confiée au roi de France qui prendra à sa charge l'éducation de l'archiduchesse. Ces fiançailles seront finalement annulées, Charles VIII ayant préféré en 1491 la main de la duchesse héritière de Bretagne, et le traité de Senlis (1493) règle les modifications engendrées par cette rupture.